# Кеті О'Браєн
Кеті О'Браєн (англ. Katie O'Brien; нар. 2 травня 1986) — колишня британська тенісистка.
Найвищу одиночну позицію світового рейтингу — 84 місце досягла 1 лютого 2010, парну — 174 місце — 8 жовтня 2007 року.
Здобула 4 одиночні та 2 парні титули.
Найвищим досягненням на турнірах Великого шолома було 2 коло в одиночному та змішаному парному розрядах.
Завершила кар'єру 2011 року.

## Фінали ITF

### Одиночний розряд: 15 (4–11)
| турніри $100,000 (0–0) |
| турніри $75,000 (0–1)  |
| турніри $50,000 (0–0)  |
| турніри $25,000 (3–8)  |
| турніри $10,000 (1–2)  |

| Фінали за покриттям |
| Тверде (4–9)        |
| Ґрунт (0–1)         |
| Трава (0–1)         |
| Килим (0–0)         |

| Результат | Дата            | Рівень | Турнір                         | Покриття   | Суперниця                 | Рахунок            |
| --------- | --------------- | ------ | ------------------------------ | ---------- | ------------------------- | ------------------ |
| Поразка   | 13 вересня 2004 | 10,000 | ITF Манчестер, Велика Британія | Тверде (i) | Андреа Зівеке             | 4–6, 6–7(4–7)      |
| Поразка   | 19 січня 2005   | 10,000 | ITF Тіптон, Велика Британія    | Тверде (i) | Ірина Буликіна            | 7–6(7–5), 2–6, 4–6 |
| Перемога  | 24 січня 2005   | 10,000 | ITF Галл, Велика Британія      | Тверде (i) | Іванна Ісраїлова          | 6–4, 6–4           |
| Поразка   | 1 серпня 2006   | 25,000 | ITF Чанша, КНР                 | Тверде     | Чень Яньчон               | 1–6, 1–6           |
| Поразка   | 19 вересня 2006 | 25,000 | ITF Мадрид, Іспанія            | Тверде     | Олівія Санчес             | 7–6(9–7), 4–6, 4–6 |
| Перемога  | 26 вересня 2006 | 25,000 | ITF Ноттінгем, Велика Британія | Тверде     | Аманда Кін                | 5–7, 7–6(7–3), 6–4 |
| Поразка   | 17 жовтня 2007  | 25,000 | ITF Глазго, Велика Британія    | Тверде (i) | Софія Арвідссон           | 3–6, 1–6           |
| Перемога  | 3 лютого 2009   | 25,000 | ITF Саттон, Велика Британія    | Тверде (i) | Джоанна Конта             | 3–6, 6–2, 6–4      |
| Поразка   | 3 березня 2009  | 25,000 | ITF Мінськ, Білорусь           | Килим (i)  | Дар'я Кустова             | 7–6(7–3), 1–6, 4–6 |
| Перемога  | 25 березня 2009 | 25,000 | ITF Джерсі, Велика Британія    | Тверде (i) | Клер Феерстен             | 7–5, 1–0 ret.      |
| Поразка   | 28 липня 2009   | 25,000 | ITF Віго, Іспанія              | Тверде     | Джорджи Джент             | 5–7, 2–6           |
| Поразка   | 22 вересня 2009 | 75,000 | ITF Шрусбері, Велика Британія  | Тверде     | Олена Балтача             | 3–6, 6–4, 3–6      |
| Поразка   | 13 липня 2010   | 25,000 | ITF Вокінг, Велика Британія    | Тверде     | Тімеа Бабош               | 5–7, 4–6           |
| Поразка   | 27 липня 2010   | 25,000 | ITF Віго, Іспанія              | Тверде     | Андреа Сестіні Главачкова | 2–6, 0–6           |
| Поразка   | 22 лютого 2011  | 25,000 | ITF Мілдьюра, Австралія        | Трава      | Сє Шувей                  | 1–6, 2–6           |

### Парний розряд: 11 (2–9)
| турніри $100,000 (0–0) |
| турніри $75,000 (0–0)  |
| турніри $50,000 (0–1)  |
| турніри $25,000 (2–6)  |
| турніри $10,000 (0–2)  |

| Фінали за покриттям |
| Тверде (2–8)        |
| Ґрунт (0–0)         |
| Трава (0–1)         |
| Килим (0–0)         |

| Результат | Дата            | Рівень      | Турнір                     | Покриття   | Партнерка      | Суперниці                             | Рахунок            |
| --------- | --------------- | ----------- | -------------------------- | ---------- | -------------- | ------------------------------------- | ------------------ |
| Поразка   | 20 січня 2005   | ITF $10,000 | Тіптон, Велика Британія    | Тверде (i) | Мелані Саут    | Суріна Де Беер Джейн О'Доног'ю        | 4–6, 2–6           |
| Поразка   | 24 січня 2005   | ITF $10,000 | Галл, Велика Британія      | Тверде (i) | Мелані Саут    | Ірина Буликіна Василіса Давидова      | 6–4, 3–6, 5–7      |
| Поразка   | 2 лютого 2006   | ITF $25,000 | Джерсі, Велика Британія    | Тверде (i) | Мелані Саут    | Андреа Сестіні Главачкова Матея Межак | 3–6, 1–6           |
| Перемога  | 19 вересня 2006 | ITF $25,000 | Мадрид, Іспанія            | Тверде     | Сорана Кирстя  | Селін Каттанео Ґаелль Відмер          | 6–4, 6–4           |
| Поразка   | 27 вересня 2006 | ITF $25,000 | Ноттінгем, Велика Британія | Тверде     | Маргіт Рюйтель | Карен Патерсон Мелані Саут            | 2–6, 6–2, 6–7(1–7) |
| Перемога  | 12 жовтня 2006  | ITF $25,000 | Джерсі, Велика Британія    | Тверде (i) | Маргіт Рюйтель | Вероніка Хвойкова Клер Петерзан       | 7–5, 6–4           |
| Поразка   | 19 жовтня 2006  | ITF $25,000 | Глазго, Велика Британія    | Тверде (i) | Маргіт Рюйтель | Вероніка Хвойкова Ліга Декмеєре       | 4–6, 3–6           |
| Поразка   | 23 жовтня 2006  | ITF $25,000 | Стамбул, Туреччина         | Тверде (i) | Сорана Кирстя  | Мервана Югич-Салкич Іпек Шенолу       | w/o                |
| Поразка   | 11 жовтня 2007  | ITF $25,000 | Джерсі, Велика Британія    | Тверде (i) | Джорджи Джент  | Андреа Главачкова Луціє Градецька     | 0–6, 4–6           |
| Поразка   | 3 лютого 2009   | ITF $25,000 | Саттон, Велика Британія    | Тверде (i) | Ребекка Маріно | Ракел Атаво Рената Ворачова           | 3–6, 3–6           |
| Поразка   | 31 травня 2010  | ITF $50,000 | Ноттінгем, Велика Британія | Трава      | Наомі Броді    | Сара Борвелл Ракель Копс-Джонс        | 3–6, 6–2, [7–10]   |

## Досягнення
| W | Ф | ПФ | ЧФ | #Р | КТ | К# | DNQ | A | NH |

### Одиночний розряд
| Турнір                                 | 2004 | 2005 | 2006 | 2007 | 2008 | 2009 | 2010 | 2011 | В-п за кар'єру |
| -------------------------------------- | ---- | ---- | ---- | ---- | ---- | ---- | ---- | ---- | -------------- |
| Відкритий чемпіонат Австралії з тенісу |      |      |      | К2р  | К3р  | 1р   | 2р   | К1р  | 1–2            |
| Відкритий чемпіонат Франції з тенісу   |      |      |      | К1р  | К2р  | 1р   | 1р   |      | 0–2            |
| Вімблдонський турнір                   | 1р   | 1р   | 1р   | 2р   | 1р   | 1р   | 1р   | 1р   | 1–8            |
| Відкритий чемпіонат США з тенісу       |      |      | К1р  | К1р  | К2р  | К2р  | К3р  |      | 0–0            |
| Рейтинг на кінець року                 | 401  | 263  | 193  | 134  | 154  | 88   | 180  | 257  | N/A            |

### Парний розряд
| Турнір                                 | 2005 | 2006 | 2007 | 2008 | 2009 | 2010 | 2011 | В-п за кар'єру |
| -------------------------------------- | ---- | ---- | ---- | ---- | ---- | ---- | ---- | -------------- |
| Відкритий чемпіонат Австралії з тенісу |      |      |      |      |      |      |      | 0–0            |
| Відкритий чемпіонат Франції з тенісу   |      |      |      |      |      |      |      | 0–0            |
| Вімблдонський турнір                   | 1р   | 1р   |      | 1р   | 1р   | 1р   | К1р  | 0–5            |
| Відкритий чемпіонат США з тенісу       |      |      |      |      |      |      |      | 0–0            |
| Рейтинг на кінець року                 | 358  | 181  | 191  | 353  | 376  | 311  | 530  | N/A            |

### Мікст
| Турнір                                 | 2007 | 2008 | 2009 | Career W-L |
| -------------------------------------- | ---- | ---- | ---- | ---------- |
| Відкритий чемпіонат Австралії з тенісу |      |      |      | 0–0        |
| Відкритий чемпіонат Франції з тенісу   |      |      |      | 0–0        |
| Вімблдонський турнір                   | 1р   | 2р   | 2р   | 2–3        |
| Відкритий чемпіонат США з тенісу       |      |      |      | 0–0        |

### Кубок Федерації
| Зона Європа/Африка I     |                  |            |                 |                      |                           |                                   |                                      |                           |
| Дата                     | Місце проведення | Покриття   | Раунд           | Суперниці            | Підсумковий рахунок матчу | Матч                              | Суперниця                            | Рахунок у своєму поєдинку |
| 21–23 квітня 2005        | Анталія          | Ґрунт      | RR              | Данія                | 2–1                       | Парний розряд (з Джейн О'Доног'ю) | Якобсґор/Ганне Скак Єнсен            | 3–6, 6–7(5–7) (L)         |
| 21–23 квітня 2005        | Анталія          | Ґрунт      | RR              | Сербія і Чорногорія  | 1–2                       | Парний розряд (з Джейн О'Доног'ю) | Ана Тимотич/Драгана Зарич            | 6–2, 6–4 (П)              |
| 21–23 квітня 2005        | Анталія          | Ґрунт      | PO (9th–12th)   | Україна              | 1–2                       | Одиночний розряд                  | Валерія Бондаренко                   | 6–3, 6–3 (П)              |
| 21–23 квітня 2005        | Анталія          | Ґрунт      | PO (9th–12th)   | Україна              | 1–2                       | Парний розряд (з Джейн О'Доног'ю) | Альона Бондаренко/Валерія Бондаренко | 3–6, 2–6 (L)              |
| 30 січня – 2 лютого 2008 | Будапешт         | Килим (i)  | RR              | Швейцарія            | 1–2                       | Одиночний розряд                  | Патті Шнідер                         | 6–7(5–7), 5–7 (L)         |
| 30 січня – 2 лютого 2008 | Будапешт         | Килим (i)  | RR              | Угорщина             | 1–2                       | Одиночний розряд                  | Агнеш Савай                          | 1–6, 2–6 (L)              |
| 30 січня – 2 лютого 2008 | Будапешт         | Килим (i)  | RR              | Данія                | 1–2                       | Одиночний розряд                  | Каролін Возняцкі                     | 2–6, 6–1, 2–6 (L)         |
| 30 січня – 2 лютого 2008 | Будапешт         | Килим (i)  | PO (Relegation) | Португалія           | 2–0                       | Одиночний розряд                  | Магалі де Латтре                     | 6–4, 6–2 (П)              |
| 3–6 лютого 2010          | Лісабон          | Тверде (i) | RR              | Боснія і Герцеговина | 3–0                       | Одиночний розряд                  | Ема Бургич-Буцко                     | 6–2, 6–0 (П)              |
| 3–6 лютого 2010          | Лісабон          | Тверде (i) | RR              | Білорусь             | 2–1                       | Одиночний розряд                  | Ольга Говорцова                      | 3–6, 3–6 (L)              |
| 3–6 лютого 2010          | Лісабон          | Тверде (i) | PO (5th–8th)    | Нідерланди           | 1–2                       | Одиночний розряд                  | Аранча Рус                           | 5–7, 6–3, 4–6 (L)         |
| 3–6 лютого 2010          | Лісабон          | Тверде (i) | PO (5th–8th)    | Нідерланди           | 1–2                       | Парний розряд (з Сара Борвелл)    | Рішель Гогеркамп/Тейссен             | 2–6, 4–6 (L)              |